# Saint-Lary-Boujean
Saint-Lary-Boujean là một xã ở tỉnh Haute-Garonne vùng Occitanie tây nam nước Pháp. Xã Saint-Lary-Boujean nằm ở khu vực có độ cao trung bình 392 mét trên mực nước biển.